# Clinoungemachita
La clinoungemachita és un mineral de la classe dels sulfats. Probablement és un dimorf monoclínic de l'ungemachita. Necessita ser reestudiat. El seu nom prové de la unió de la seva forma cristal·lina i del nom de Henri-Leon Ungemach, mineralogista i cristal·lògraf francès.

## Característiques
La clinoungemachita és un sulfat de fórmula química (Na, K, Fe, SO₄). Cristal·litza en el sistema monoclínic.
Segons la classificació de Nickel-Strunz, la clinoungemachita pertany a «07.D - Sulfats (selenats, etc.) amb anions addicionals, amb H₂O, amb cations de mida mitjana i grans; amb NO₃, CO₃, B(OH)₄, SiO₄ o IO₃» juntament amb els següents minerals: darapskita, humberstonita, ungemachita, bentorita, charlesita, ettringita, jouravskita, sturmanita, thaumasita, carraraïta, buriatita, rapidcreekita, korkinoïta, tatarskita, nakauriïta, chessexita, carlosruizita, fuenzalidaïta i txeliabinskita.

## Formació i jaciments
Ha estat descrita només a la seva localitat tipus a la regió d'Antofagasta (Xile). És un mineral molt rar, es forma per oxidació de la pirita en climes àrids, en vetes o cavitats en altres sulfats de ferro massius.